# NGC 285
NGC 285 ist eine elliptische Galaxie vom Hubble-Typ E/S0 im Sternbild Walfisch südlich der Ekliptik. Sie ist schätzungsweise 510 Millionen Lichtjahre von der Milchstraße entfernt und hat einen Durchmesser von etwa 105.000 Lichtjahren. 

Im selben Himmelsareal befinden sich u. a. die Galaxien NGC 283, NGC 284, NGC 286, IC 56.
Das Objekt wurde am 2. Oktober 1886 von dem US-amerikanischen Astronomen Francis Preserved Leavenworth entdeckt.